# Kurt Heinze
Kurt Heinze (* 23. März 1907 in Berlin-Schöneberg; † 28. Mai 1998 in Berlin) war ein deutscher Biologe, der über Pflanzenkrankheiten und Blattläuse wissenschaftlich gearbeitet und publiziert hat.

## Leben
Kurt Heinze studierte in Berlin Biologie und war im Zoologischen Museum der Universität Berlin und am Zoologischen Institut und Museum der Universität Greifswald tätig. Ab 1936 arbeitete er als Entomologe in der biologischen Reichsanstalt in Berlin-Dahlem. Er arbeitete wissenschaftlich über Virusübertragung bei Kartoffeln durch Blattläuse. Von 1940 bis 1945 war Heinze im Militärdienst. Danach arbeitete er kurzzeitig in Celle und schließlich, bis zu seinem Ruhestand, wieder in Berlin. Heinze habilitierte sich 1962 und wurde 1966 von der Fakultät für Landbau der TU Berlin zum außerplanmäßigen Professor ernannt.

## Wissenschaftliche Bedeutung
Kurt Heinze hat neben vielen wissenschaftlichen Publikationen auch eine Reihe von Büchern geschrieben bzw. herausgegeben. Besonders zu erwähnen ist das Standardwerk für Praxis und Wissenschaft der Schädlingsbekämpfung, der mehrbändige „Leitfaden der Schädlingsbekämpfung“, der in mehreren Auflagen gedruckt wurde.
Kurt Heinze beschäftigte sich im Laufe der Zeit immer mehr mit der Taxonomie der Blattläuse (Aphidina) und legte eine hervorragende Sammlung von Mikropräparaten an, die nach Umwegen nun in der Zoologischen Staatssammlung München bewahrt und erfasst wird. Die Sammlung umfasst mehr als 780 Arten aus 257 Gattungen auf mehr als 6000 Objektträgern.

## Veröffentlichungen von K. Heinze
- K. Heinze: Die Überträger pflanzlicher Viruskrankheiten. In: Mitteilungen aus der Biologischen Zentralanstalt für Land- und Forstwirtschaft. Band 71, 1951.
- K. Heinze: Die Schädlinge, Krankheiten und Schädigungen unserer Hackfrüchte. Verlag Duncker & Humblot, Berlin 1953.
- K. Heinze, E. Riehm: Pflanzenschutzpraktikum. Verlag für Angewandte Wissenschaften, Wiesbaden 1953.
- K. Heinze (Hrsg.): Leitfaden der Schädlingsbekämpfung. Wissenschaftliche Verlagsgesellschaft, Stuttgart
  - Band I: Schädlinge und Krankheiten im Gemüsebau. 1974.
  - Band II: Schädlinge und Krankheiten im Obst- und Weinbau. 1978.
  - Band III: Schädlinge und Krankheiten im Ackerbau. 1983.
  - Band IV: Vorrats- und Materialschädlinge (Vorratsschutz). 1983.